# 瓦氏真唇脂鯉
瓦氏真唇脂鯉（学名：Semaprochilodus varii）為輻鰭魚綱脂鯉目脂鯉亞目鯪脂鯉科的其中一個種，分布於南美洲Marowijne河流域，體長可達28公分，棲息在水流快速的水域，會季節性遷徙，生活習性不明。